# Біла гарячка
Алкогольний делірій (лат. delirium tremens, від лат. delirium — маячення‚ та лат. tremere — тремтіти;більше відомий під народними назвами «біла гарячка», «білочка», «білка») —  делірій, який спричинює алкогольний абстинентний синдром, розлад свідомості, який здебільшого розвивається після припинення зловживання алкоголем, в стані абстиненції або на висоті запою. Триває протягом двох-трьох днів. Фізичні ефекти можуть включати тремтіння, озноб, нерегулярне серцебиття і пітливість. У людей також можуть бути галюцинації. Іноді дуже висока температура тіла або судоми можуть привести до смерті.

## Передумови
Розвивається на ґрунті тривалого зловживання алкоголем. Виникненню його також сприяють інфекційні захворювання, фізичні та психічні травми. Захворюванню передує пригнічений настрій, розлад сну.
Причиною інтоксикаційного делірію є різке припинення прийому транквілізаторів класу барбітуратів або бензодіазепінів людиною з відносно сильною залежністю від них. Оскільки основні фармакологічні та фізіологічні ефекти цих транквілізаторів обумовлені зрушеннями хімічної і передавальної соматичної системи ГАМК, тієї ж нейротрансмітерної системи, на яку впливає алкоголь, делірій може виникати при різкому зниженні дозування у людей із сильною залежністю. Ці делірії багато в чому схожі з тим, які породжує алкоголь, як і супутній абстинентний синдром, проявом якого вони є. Це основна причина, по якій бензодіазепіни є настільки ефективним засобом лікування делірія, незважаючи на те, що в багатьох випадках вони також є їхньою причиною. Оскільки етанол,  барбітурати та бензодіазепіни, діють як позитивні аллостеричні модулятори на ГАМК-рецептори, головний мозок людини, прагнучи вирівняти незбалансовану хімічну систему, спричинює різке припинення вироблення ендогенної ГАМК. Це зниження стає все більш помітним у міру посилення залежності й збільшення доз, необхідних для виникнення інтоксикації. Крім седативних властивостей, ГАМК є надзвичайно важливим регулюючим нейротрансмітером, який контролює частоту серцевих скорочень, кров'яний тиск, поріг судом і безліч інших важливих вегетативних нервових підсистем.

## Основні порушення і перебіг
Характерні деліріозне порушення свідомості, афект тривоги, страх та рухове збудження. Спостерігаються й соматичні розлади — тахікардія, артеріальна гіпертензія, пітливість, диспепсія, загальний тремор, гарячка, іноді інтоксикаційного характеру діарея.
Біла гарячка перебігає зі слуховими і зоровими галюцинаціями, особливо у нічний час, руховим збудженням, маренням, безсонням. Хворі захищаються від своїх «видінь», «обираються», стягують з себе «нитки». Часто хворі бачать чортів, дрібних тварин, особливо пацюків, маленьких черв'яків, тарганів, нацистів, інопланетян тощо. Взагалі характер галюцинацій залежить від переважаючих жахів у суспільстві на певних етапах розвитку. Через це нині жахаюча символіка часів II світової війни або жахи пекла зустрічаються рідше, тоді як збільшилися галюцинації іншопланетної символіки. Часто галюцинації супроводжуються мікопсіями — розладами зору, при якому розміри видимих хворим предметів, виглядають менше, ніж насправді.
Перебіг захворювання гострий, триває декілька днів та закінчується або виходом з делірію, або смертю за наявності вираженої серцево-судинної недостатності.

## Лікування
Хворі підлягають госпіталізації у психіатричну лікарню, де повинні знаходитися під цілодобовим наглядом. Основне лікування — детоксикація, снодійні засоби. Якщо після видужання хворий знову зловживає спиртними напоями, біла гарячка може повторитися.
Можливе лікування бензодіазепінами. Для запобігання смерті можуть знадобитися високі дози. Їхня кількість залежить від симптомів. Зазвичай людину заспокоюють бензодіазепінами, такими як діазепам, лоразепам, хлордіазепоксид або оксазепам.